# Tequus colombianus
Tequus colombianus – gatunek błonkówki z rodziny Pergidae.

## Taksonomia
Gatunek ten został opisany w 1980 roku przez Davida Smitha pod nazwą Acordulecera colombiana. Jako miejsce typowe podano obszar ok. 18 km (11 mil) na płn. od kolumbijskiego miasta Popayán, na wysokości 1830 m n.p.m. Holotypem była samica. W 1990 roku autor opisu przeniósł ten gatunek do rodzaju Tequus. 

## Zasięg występowania
Ameryka Południowa, znany jedynie z Kolumbii.